# 高迅
高迅（?—?），字宗吕，号石问子，又号霞居子、髯仙子。侯官（今福建闽侯）人。
與郑善夫、何景明、徐祯卿、边贡、朱应登、顧璘等九人被稱为“十才子”。家贫，一生未仕。其诗“峻而不刻，清而不矫”。著有《石门诗集》。